# Gyaritodes javanicus
Gyaritodes javanicus är en skalbaggsart som beskrevs av Stefan von Breuning 1963. Gyaritodes javanicus ingår i släktet Gyaritodes och familjen långhorningar. Inga underarter finns listade i Catalogue of Life.